# Наголоватки вапнякові
Наголоватки вапнякові, юринея вапнякова (Jurinea calcarea) — вид рослин роду юринея.

## Ботанічний опис
Багаторічна рослина висотою 45–75 см.
Кошики з квітами завдовжки 20–25 мм, обгортки 15–20 мм, листочки обгорток на вершині брудно-пурпурові.
Цвіте у травні-червні.

## Поширення
Вид зустрічається у Південній Європі — Україні, Румунії та Молдавії. В Україні — на Правобережному Поліссі та у лісостепу. Росте на кам'янистих та степових схилах.